# Sainte-Reine-de-Bretagne
Sainte-Reine-de-Bretagne település Franciaországban, Loire-Atlantique megyében. Lakosainak száma 2447 fő (2022. január 1.). Sainte-Reine-de-Bretagne La Chapelle-des-Marais, Crossac, Missillac, Pontchâteau és Saint-Joachim községekkel határos.

## Népesség
A település népessége az elmúlt években az alábbi módon változott:
| Lakosok száma | 1303 | 1768 | 1779 | 1789 | 2245 | 2330 | 2374 | 2397 | 2408 | 2447 |
|               | 1968 | 1982 | 1990 | 2006 | 2013 | 2015 | 2017 | 2019 | 2020 | 2022 |